# Jakow Leontjewitsch Polujektow
Jakow Leontjewitsch Polujektow (russisch Яков Леонтьевич Полуектов; * etwa 1630; † nach 1679) war ein russischer Schiffbauunternehmer.

## Leben
Polujektow stammte aus einer alten Moskauer Adelsfamilie. Sein Vater Leonti Jakowlewitsch Polujektow war zweiter Djak 1632–1635 beim Woiwoden Fürst Andrei Andrejewitsch Golizyn in Tobolsk und 1637–1638  beim Woiwoden Bojar Iwan Wassiljewitsch Morosow in Kasan.
1658 nahm Polujektow am Treffen mit dem Zaren von Kachetien Teimuras I. teil, der in Moskau um militärische Hilfe gegen Persien bat. 1663 war Polujektow Aufseher beim Kaufmann des Indischen Schahs.

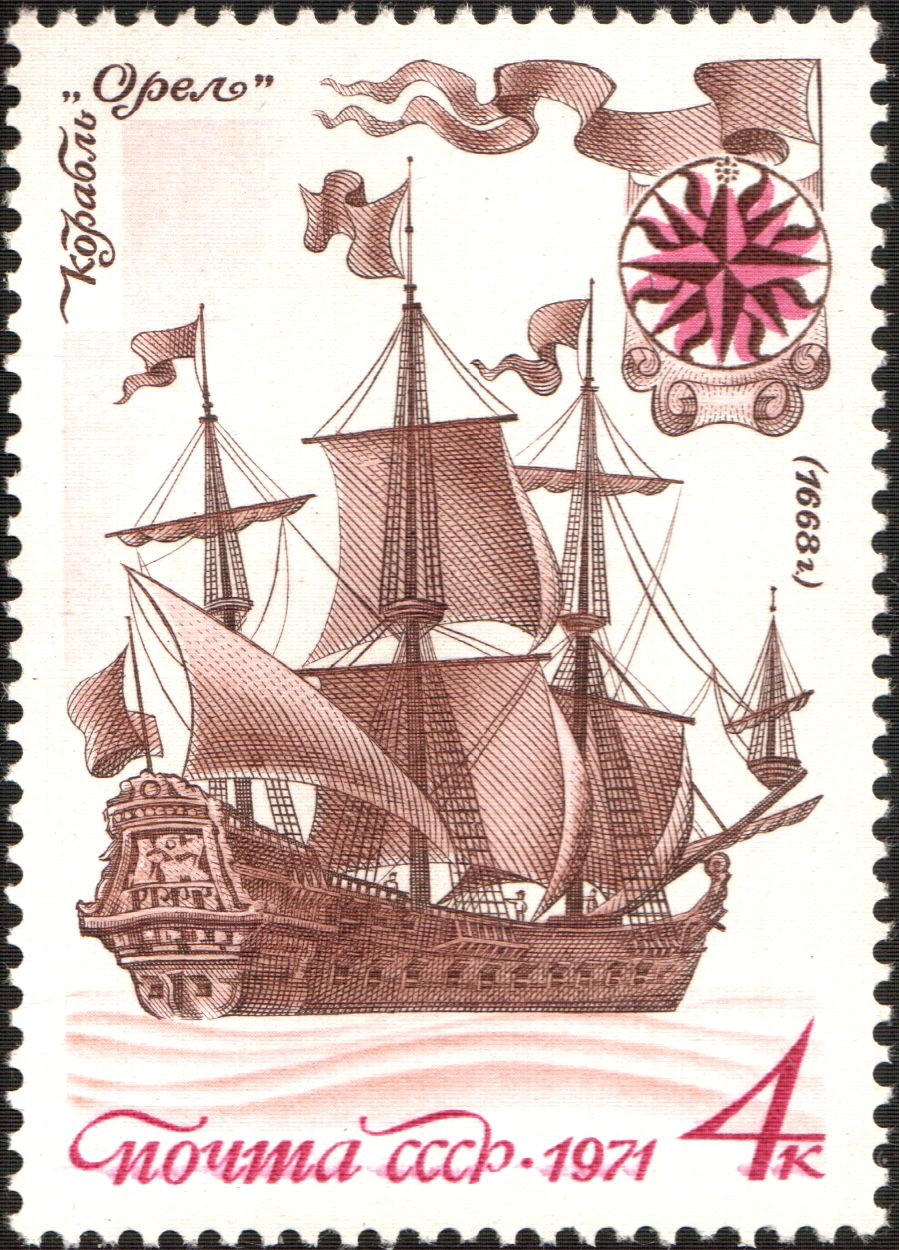
Orjol (Post der UdSSR, 1971)

Mit Ukas vom 19. Junijul. / 29. Juni 1667greg. befahl Alexei I. den Bau des ersten russischen Kriegsschiffs Orjol (Adler) und weiterer Schiffe am Ufer der Oka bei Alexeis Dorf Dedinowo (Rajon Luchowizy) für den Handel und dessen Schutz auf dem Kaspischen Meer. Mit dem Bau wurde der niederländische Polkownik Cornelius van Bockhoiven mit seinen Assistenten Stark und  Lambert Gelt beauftragt. Ausländische Fachleute wurden angeworben, darunter Carsten Brandt, unter deren Führung russische Zimmerer arbeiteten. Die Oberleitung des Vorhabens wurde Polujektow übertragen. Beaufsichtigt wurde das Vorhaben von dem Nowgoroder Finanzaufseher Bojar Afanassi Lawrentjewitsch Ordin-Naschtschokin. Die Kiellegung des Orjol erfolgte im November 1667.
Nach der Abnahme des Orjol durch Fachleute fuhr das Schiff mit dem Kapitän David Butler und einer ausländischen Besatzung im Mai 1669 nach Nischni Nowgorod, wo es mit Artillerie ausgerüstet wurde und Brandt Assistent des Schiffsartilleristen wurde mit 10 Rubel Zehrgeld monatlich. Im Juni 1669 fuhr das Schiff weiter nach Astrachan. Als 1670 Stenka Rasin mit aufständischen Kosaken Astrachan besetzte, fuhr Butler mit dem Orjol, dessen Artillerie vorher an den Astrachaner Kreml abgegeben worden war, in den Wolgaflussarm Kutum, setzte ihn auf Grund und flüchtete mit einem Boot nach Persien, wie Alexander Wassiljewitsch Wiskowatow herausfand. Das Schiff verfiel dann. Brandt flüchtete 1670 nach Moskau.
1672 stationierte Polujektow 60 Strugboote in Lebedjan am Don nicht weit von Woronesch für den Einsatz an der türkischen Schwarzmeerküste und der Krimküste. Unter Führung des Kommandanten Grigori Iwanowitsch Kossagow gelang es dieser Flottille 1674, an der türkischen Festung Asow vorbei ins Asowsche Meer zu fahren.
Für den Bau der vielen Schiffe wurde Polujektow mit großen Landgütern belohnt. Ihm gehörten zwei Herrenhäuser im späteren Ujesd Wjasniki. Er blieb kinderlos, so dass seinen Besitz die Kinder seines Bruders Iwan Leontjewitsch Polujektow erbten.